# Sielsowiet Parochońsk
Sielsowiet Parochońsk (biał. Парахонскі сельсавет; ros. Парохонский сельсовет) – sielsowiet na Białorusi, w obwodzie brzeskim, w rejonie pińskim, z siedzibą w Parochońsku.
Według spisu z 2009 sielsowiet Parochońsk zamieszkiwało 2607 osób, w tym 2435 Białorusinów (93,40%), 88 Rosjan (3,38%), 60 Ukraińców (2,30%), 9 Polaków (0,35%) i 15 osób innych narodowości.

## Miejscowości
- agromiasteczko:
  - Parochońsk
- wsie:
  - Bereźce
  - Mołodzielczyce
  - Ostrowicze
  - Ośnica
  - Sieliszcze
  - Wyłazy